# .bh
.bh је највиши Интернет домен државних кодова (ccTLD) за Бахреин. Администриран је од стране BATELCO.